# ASM-A-1 Tarzon
ASM-A-1 Tarzon、またはVB-13としても知られるこの兵器はアメリカ陸軍航空軍によって1940年代後半に開発された誘導爆弾である。初期のRazon無線誘導兵器の誘導システムにイギリスのトールボーイ5,400kg爆弾を掛け合わせたASM-A-1は、1951年に退役となるまでの短い期間、朝鮮戦争の作戦に投入された。

## 設計及び開発
VB-13の開発は1945年2月に開始されており、ベル・エアクラフト社はこの非常に巨大な誘導兵器の開発契約をアメリカ陸軍航空軍と結んでいた。VB-13は、より小型のVB-3 Razon（Rangeおよびazimuth only）で用いられる無線指令誘導システムと、イギリスで開発されたトールボーイ「地震」爆弾とを組み合わせていた。アメリカ陸軍航空軍（USAAF）にはM112として知られていた。「Tarzon」の名称は、兵器及び誘導システムを記述した「Tallboy、rangeおよびazimuth only」を組み合わせた混成語である。またその発音は、創作された著名な猿人のキャラクターであるターザンと同じである。
VB-13は1948年にASM-A-1へと改称され、計画コードMX-604の名の下で開発が行われた。この兵器には、爆弾の重心付近にあたる弾体中央部の周囲に環状翼が装着された。爆弾後尾には八角形の尾翼部分があり、ここにはRazon誘導システムを内蔵している。B-29爆撃機での携行を意図したTarzon爆弾は、B-29側にAN/ARW-38「Joint Army Navy, Piloted Aircraft, Radio, Automatic Flight or Remote Control」コマンドリンク送信機を搭載し、そしてTarzon側にはAN/URW-2「Joint Army Navy, Utility, Radio, Automatic Flight or Remote Control」受信機を搭載するという組み合わせを用いた。これは爆弾の飛翔距離と方向について手動指令誘導機能を与えるためである。爆弾のコース選定は、爆弾尾部に付けられたフレアーの補助を受け、目視誘導で実施された。ASM-A-1内蔵のジャイロスコープは安定性を与え、一方で空圧システムがこの爆弾の舵面を駆動させた。この誘導システムは有効であるとみなされた。試験中、Tarzonの平均誤差半径は85mであることが確認された。
基礎となったトールボーイが公称5,400kgの重さであるのに加え、環状翼及び制御部分がTarzonの重量を500kgぶん追加した。結果、ASM-A-1の寸法と重量はB-29の爆弾倉に収まるような兵器ではなくなった。替わりとしてこの兵器は半引き込み式に携行されることとなり、爆弾の半分が気流に晒されることとなった。これは搭載母機の空気抵抗を増し、さらには乱気流を引き起こしてB-29の操縦に影響を与えることとなった。

## 実戦投入

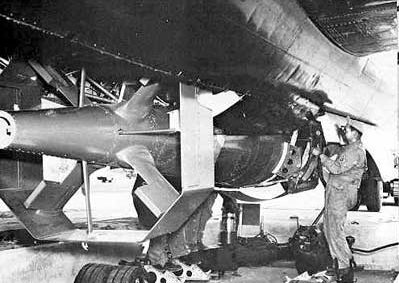
B-29に搭載中のTarzon。第19爆撃グループ所属機。

VB-13の計画は第二次世界大戦の終結によって試験段階に達し得なかったものの、撤回になることは免れ、低度優先順位の計画として引き継がれた。限定的な試験が1948年から1949年の間に実施された。1950年のニューメキシコ州アラモゴードでの追加試験により、Tarzonは朝鮮戦争への実戦投入が承認されるに至った。
Tarzonの最初の実戦投入は1950年12月であり、ASM-A-1はRazonの任務を代替した。このより小型の兵器は、橋梁やその他の硬化目標に対して有効に使うには小さすぎると評価されたからである。以前からRazonの爆撃任務を実施していた第19爆撃グループのみが本爆弾を使用し、1950年12月14日、最初のTarzonが投下された。
この戦争に投入された中で最大の爆弾であるTarzonは、北朝鮮の橋梁や硬化目標を攻撃すべく用いられた。従来型爆弾を上回るTarzonの改良された精度により、約6カ月の実戦投入中に少なくとも6箇所の高度優先目標の確実破壊に至った。これらには水力発電施設が含まれ、橋梁と同様、誘導兵器の通常目標に対する有効性が実証された。
Tarzonを投入する任務は1950年12月から1951年3月の間に30回行われた。この兵器の成功により、1,000発のASM-A-1の追加生産契約に至った。しかし1951年3月29日、Tarzonを用いた新義州市への攻撃が不首尾に終わった。機械故障に苦しめられていたグループ指揮官機が不時着水に備えて爆弾を投棄した際、本爆弾が過早に起爆した結果、グループ指揮官機は破壊された。30回目かつ最終となった任務は、新義州市への作戦の3週間後に実施され、「安全」とされた爆弾を投棄してまたも過早な起爆に苦しめられたが、今回は航空機の損失がなかった。
調査により、爆弾の尾部構造に欠陥があることが明らかになった。衝撃で尾部が分解し、安全状態の爆弾からアーミングワイヤーが外れて撃発可能な状態となり、爆弾を起爆させていた。改修により問題を解決したものの、不評は残されたままとなった。安全性の問題は通常型爆弾と比較して整備コストを増やした。爆弾の誘導システムの使用は晴天の日に限られ、爆撃機が敵戦闘機に対し脆弱となった。また、最適高度からの投下を必要としており、爆撃機が敵の対空砲からの危害にさらされることになった。これら問題と、投下28発のうち6発のみが命中に成功し、目標を破壊したという低い信頼性が重なった結果、量産の指示はアメリカ空軍により撤回されることとなった。これに続き、Tarzonの計画は1951年8月に全てが中止となった。

## 関連項目

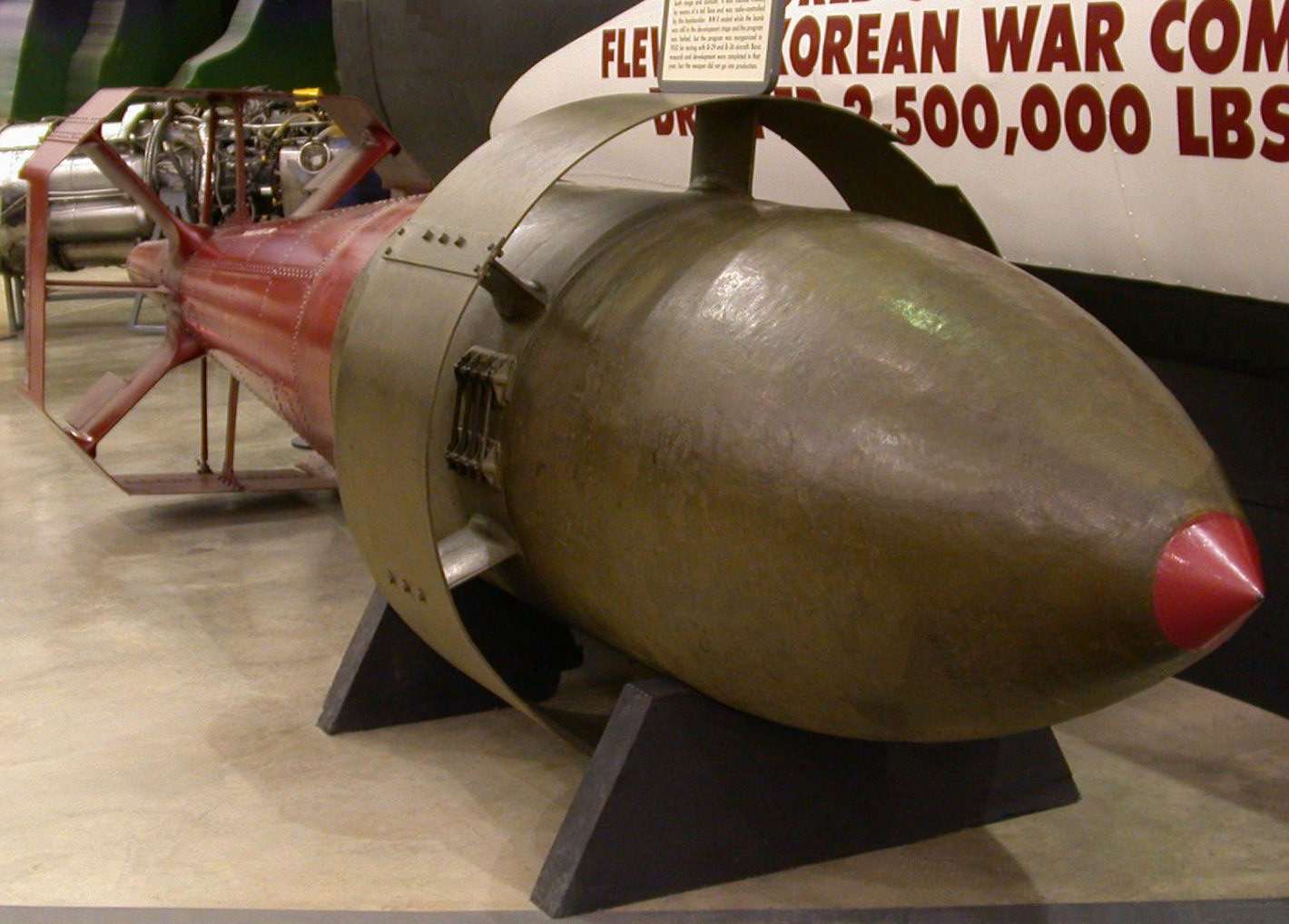
国立アメリカ空軍博物館にて展示されるTarzon。